# Lista de títulos e prêmios recebidos por Rogério Ceni
Esta é uma lista de títulos e prêmios recebidos por Rogério Ceni, ex-futebolista brasileiro e atual treinador de futebol que atualmente comanda o Bahia.

## Títulos

### Como jogador
São Paulo
- Campeonato Mundial de Clubes da FIFA: 2005
- Copa Intercontinental: 1992 e 1993
- Copa Libertadores da América: 1992,1993 e 2005
- Supercopa da Libertadores da América: 1993
- Copa Sul-Americana: 2012
- Copa Conmebol: 1994
- Copa Master da Conmebol: 1996
- Recopa Sul-Americana: 1993, e 1994
- Campeonato Brasileiro: 2006, 2007, 2008
- Torneio Rio-São Paulo: 2001
- Campeonato Paulista: 1998, 2000, 2005
- Copa dos Campeões Mundiais: 1995, 1996
- Copa São Paulo de Futebol Júnior: 1993

Seleção Brasileira
- Copa do Mundo: 2002
- Copa das Confederações: 1997

### Como técnico
São Paulo
- Florida Cup:2017

Fortaleza
- Campeonato Brasileiro - Série B: 2018
- Campeonato Cearense: 2019, 2020
- Copa do Nordeste: 2019

Flamengo
- Campeonato Brasileiro: 2020
- Supercopa do Brasil: 2021
- Campeonato Carioca: 2021

Bahia
- Campeonato Baiano: 2025

## Prêmios individuais

### Como jogador
- 4º Melhor Goleiro do Mundo - (Ballon d'Or/France Football): 2007
- Melhor Goleiro da América (IFFHS): 2005, 2006 e 2007
- Goleiro Ideal da América do Sul (El País): 2005 e 2006
- Bola de Ouro do Mundial de Clubes: 2005
- Melhor jogador da final do Mundial de Clubes: 2005
- Melhor Jogador da Copa Libertadores: 2005
- Melhor Jogador da final da Copa Libertadores: 2005
- Melhor Goleiro da Copa Libertadores: 2005
- Melhor Goleiro da Copa Sul-Americana: 2014
- Bola de Ouro: 2008
- Melhor jogador do Campeonato Brasileiro: 2006 e 2007
- Bola de Prata: 2000, 2003, 2004, 2006, 2007 e 2008
- 27º Melhor jogador do mundo- (Ballon d'Or/France Football): 2007
- 9º Melhor goleiro do mundo (IFFHS): 2005
- 6º Melhor goleiro do mundo (IFFHS): 2006
- 5º Melhor goleiro do mundo (IFFHS): 2007
- 11º Melhor goleiro do mundo (IFFHS): 2008
- 10º Melhor goleiro do mundo da década: (2001 - 2010)

### Como técnico
- Melhor Treinador do Campeonato Brasileiro - Série B: 2018[3][4]
- Melhor Treinador da Copa do Nordeste: 2019[5]
- Melhor Treinador do Campeonato Brasileiro (Bola de Prata): 2020[6]

### Honrarias
- Entre os jogadores mais populares do mundo (IFFHS): 2007, 2008, 2009, 2011 e 2012
- O Maior Goleiro Artilheiro da História do Futebol
- O Jogador com mais Gols, em cobranças de Pênalti da história do Futebol
- O Atleta com mais partidas por uma mesma franquia/Clube/Seleção, em toda a história do Esporte
- O Goleiro que mais defendeu pênaltis na história do Futebol